# آکاپلا
آکاپلا (ایتالیایی: A cappella، به معنی «نمازخانه‌ای») شکلی از موسیقی آوازی یک یا چندنفره است که برای اجرا بدون همراهی ساز ساخته می‌شود. این فرم نقطهٔ مقابل کانتاتا است که در آن موسیقیِ سازی آواز را همراهی می‌کند.

## ریشه های مذهبی
موسیقی کاپلا در ابتدا در موسیقی مذهبی، به ویژه موسیقی کلیسایی و همچنین آناشید و زمیروت استفاده می شد. آواز گریگوری نمونه ای از آواز کاپلا است، همانطور که اکثر موسیقی های آوازی سکولار مربوط به رنسانس هستند. مادریگال، تا زمانی که در اوایل باروک به شکلی همراه با ابزار تبدیل شد، معمولاً به شکل کاپلا نیز است. موسیقی یهودی و مسیحی در اصل یک کاپلا بود، و این رویه در هر دوی این ادیان و نیز در اسلام ادامه یافته است.

### مسیحی
چند صدایی موسیقی کاپلا مسیحی در اواخر قرن پانزدهم در اروپا با آهنگسازی های Josquin des Prez شروع به توسعه کرد. پلی‌فونی‌های آکاپلا اولیه ممکن است یک ساز همراه داشته باشند، اگرچه این ساز فقط قطعات خوانندگان را دو برابر می‌کرد و مستقل نبود. در قرن شانزدهم، پلی‌فونی کاپلا توسعه بیشتری پیدا کرد، اما به تدریج، کانتاتا شروع به جایگزینی فرم‌های کاپلا کرد. با این وجود، پلی‌فونی کاپلا در قرن شانزدهم همچنان بر آهنگسازان کلیسا در طول این دوره و تا به امروز تأثیر گذاشته است. شواهد اخیر نشان داده است که برخی از قطعات اولیه پالسترینا، مانند آنچه برای کلیسای سیستین نوشته شده بود، قرار بود همراه با ارگانی باشد که برخی یا همه صداها را "دوبرابر" می کرد. چنین چیزی در زندگی Palestrina دیده می‌شود که تأثیر عمده‌ای بر باخ دارد، به‌ویژه در مراسم عبادت فوق‌الذکر در Mass in B Minor.
دیگر آهنگسازانی که از سبک کاپلا استفاده کردند، اگر فقط برای قطعه های گاه و بیگاه، کلودیو مونتهوردی و شاهکار او، Lagrime d'amante al sepolcro dell'amata (اشک های عاشق بر سر قبر معشوقش)، که در سال 1610 ساخته شد، بودند. و آندره گابریلی هنگامی که پس از مرگ او قطعات کرال زیادی کشف شد که یکی از آنها به سبک بدون همراه بود. هاینریش شوتز با آموختن از دو آهنگساز قبلی، از سبک کاپلا در قطعات متعددی استفاده کرد، که مهمترین آنها قطعاتی به سبک oratorio بود که به طور سنتی در هفته عید پاک اجرا می شد و به موضوعات مذهبی آن هفته می پرداخت، مانند رنج و مصائب مسیح. پنج تا از Historien شوتز قطعات عید پاک بودند، و از این سه مورد آخر، که به شور و اشتیاق از سه دیدگاه مختلف می پرداختند، دیدگاه متیو، لوک و جان، همه به سبک کاپلا ساخته شده بودند. این یک نیاز تقریباً برای این نوع قطعه بود، و بخش‌های جمعیت خوانده می‌شد، در حالی که قطعات انفرادی که قطعات نقل‌شده از مسیح یا نویسندگان بود، به صورت مداحی اجرا می‌شد.

### آیین بیزانس
در آیین بیزانسی کلیسای ارتدکس شرقی و کلیساهای کاتولیک شرقی، موسیقی اجرا شده در عبادات منحصراً بدون همراهی ساز خوانده می شود. اسقف کالیستوس واره می‌گوید: "این مراسم خوانده می‌شود، حتی اگر گروه کر وجود نداشته باشد... در کلیسای ارتدکس امروز، مانند کلیسای اولیه، آواز خواندن بدون همراهی است و موسیقی دستگاهی یافت نمی‌شود." رفتار از تفسیر دقیق مزمور 150 ناشی می شود که می گوید: هر چیزی که نفس دارد خداوند را ستایش کند. خداوند را ستایش کنید. مطابق با این فلسفه، موسیقی اولیه روسی که در اواخر قرن هفدهم شروع به ظهور کرد، در آنچه که به عنوان کنسرتوهای کرال خوروییه (Khorovïye Kontsertï) شناخته می شد، اقتباسی کاپلا از قطعات سبک ونیزی، مانند رساله Grammatika musikiyskaya (1675) توسط نیکولای دیلتسکی ساخته شد. عبادت های الهی و توده های آیین غربی ساخته شده توسط آهنگسازان مشهوری مانند پیتر چایکوفسکی، سرگئی راخمانینوف، الکساندر آرخانگلسکی و میکولا لئونتویچ نمونه های خوبی از این امر هستند.